# Pothyne sumatrana
Pothyne sumatrana är en skalbaggsart som beskrevs av Stefan von Breuning 1942. Pothyne sumatrana ingår i släktet Pothyne och familjen långhorningar. Inga underarter finns listade i Catalogue of Life.